# John Smith (zápasník)
John William Smith (* 9. srpna 1965 Oklahoma City, Oklahoma, USA) je bývalý americký zápasník, volnostylař.
V roce 1988 na olympijských hrách v Soulu v kategorii do 62 kg a v roce 1992 ve stejné kategorii na hrách v Barceloně, vybojoval zlatou medaili. V letech 1989, 1990 a 1991 vybojoval titul mistra světa. V roce 1987 a 1991 zvítězil na Panamerických hrách.
Po ukončení aktivní sportovní kariéry se věnoval trenérské práci ve svém domovském klubu Sunkist Kids Wrestling Club.